# آکیار (شهرستان خایبولینسکی، باشقیرستان)
آکیار (انگلیسی: Akyar, Khaybullinsky District, Republic of Bashkortostan) یک شهرک در شهرستان خایبولینسکی استان باشقیرستان کشور روسیه است.